# Fovant
 (septembre 2023).
Fovant est une paroisse civile et un village du Wiltshire, en Angleterre.